# Saint Paulin

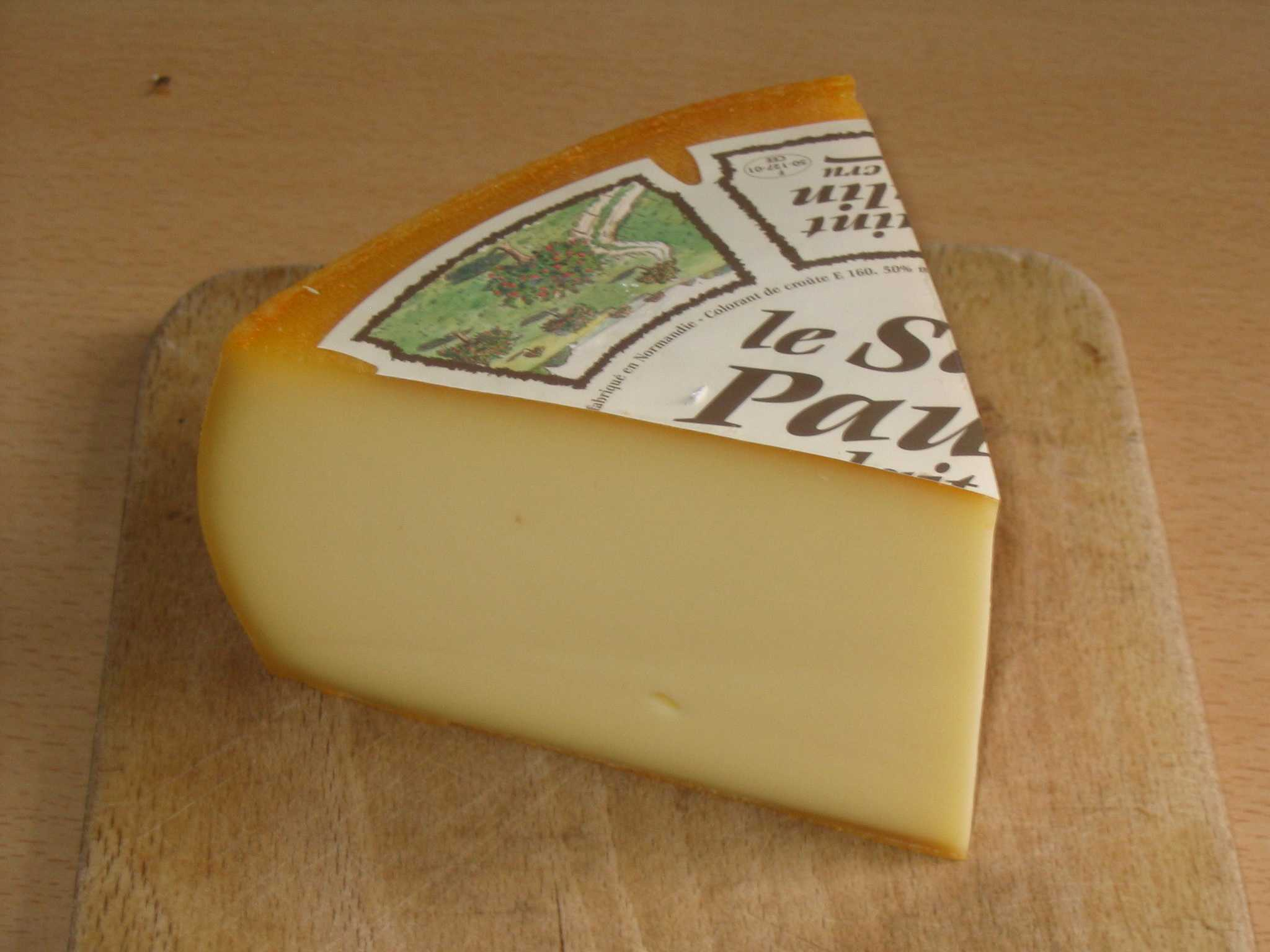
Saint Paulin

Saint Paulin ist ein cremiger, milder, halbharter Käse, hergestellt aus pasteurisierter Kuhmilch. Er ist den Sorten Havarti and Esrom ähnlich. Ursprünglich wurde er vom Trappistenorden in der französisch-kanadischen Gegend Saint-Paulin hergestellt. Heute wird er in der Basse-Normandie, der Bretagne, in  Lothringen, in Nord-Pas-de-Calais und in Québec produziert.
Die Laibe von ca. 20 cm Durchmesser und 6 cm Dicke wiegen üblicherweise weniger als 2 kg und werden ca. 4–5 Wochen gereift. Sie verfügen über eine dünne, meist gelb-orange und essbare Rinde. 
Sein Geschmack ist mild und cremig und er eignet sich gut zum Schmelzen. Der Käse wird häufig auf Käsesandwiches und warmen Speisen verwendet.